# Iglesia de Temppeliaukio
La Iglesia de Temppeliaukio (en finés: Temppeliaukion Kirkko) es una iglesia luterana localizada en el distrito de Töölö, en Helsinki. La iglesia fue diseñada por los arquitectos y hermanos Timo y Tuomo Suomalainen, e inaugurada en 1969.

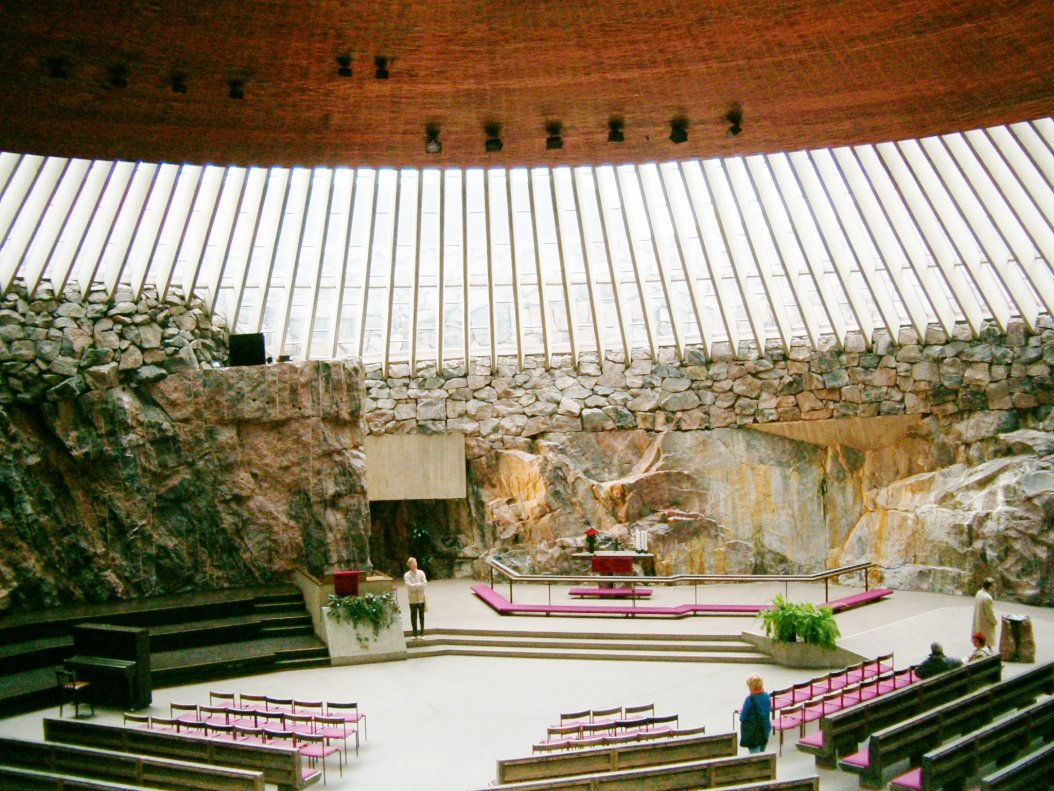
Altar.

La Temppeliaukio (plaza del templo) fue seleccionada como futura localización de una iglesia en los años 1930. Pero el proyecto de J. S. Sirén, el ganador del segundo concurso de diseño de la iglesia, fue interrumpido en sus primeras fases cuando comenzó la Segunda Guerra Mundial en 1939. Tras la guerra, hubo otro concurso que ganaron Timo Suomalainen y Tuomo Suomalainen en 1961. Por motivos económicos, el proyecto presentado fue redimensionado y el espacio interior de la iglesia se redujo a un cuarto de su tamaño original. Su construcción comenzó en febrero de 1968, y fue terminada para su consagración en septiembre de 1969.
El interior se excavó en la roca, aunque está bañado por la luz natural que entra a través de su cúpula acristalada. La iglesia se usa con frecuencia como local de conciertos gracias a su excelente acústica. Esta cualidad se consigue por las superficies de roca rugosa que permanecieron prácticamente sin labrar. Dejar estas superficies expuestas no estaba en el proyecto original, siendo una aportación del director de orquesta Paavo Berglund y el acústico Mauri Parjo.
La Iglesia de Temppeliaukio es una de las atracciones turísticas de la ciudad, teniendo medio millón de visitantes anuales. La iglesia excavada en piedra está localizada en el corazón de Helsinki. El concepto principal del edificio era mantener el carácter original de la plaza. La característica forma de hacerlo es lo que atrae a profesionales y aficionados a la arquitectura.
El mobiliario de la iglesia fue diseñado por los arquitectos. El constructor de órganos Veikko Virtanen fabricó el órgano.
No hay campanas en esta iglesia, por lo que su sonido se reproduce mediante una grabación de Taneli Kuusisto a través de unos altavoces.
La construcción de la iglesia generó controversia. Se hicieron pintadas en el lugar de la construcción para atraer la atención sobre el hambre en África con eslóganes como "BIAFRA!". Por su forma achaparrada y su construcción en piedra, de apariencia indestructible, se ha ganado el sobrenombre del "Bunker de defensa anti-diablo" (Piruntorjuntabunkkeri).

## Imágenes

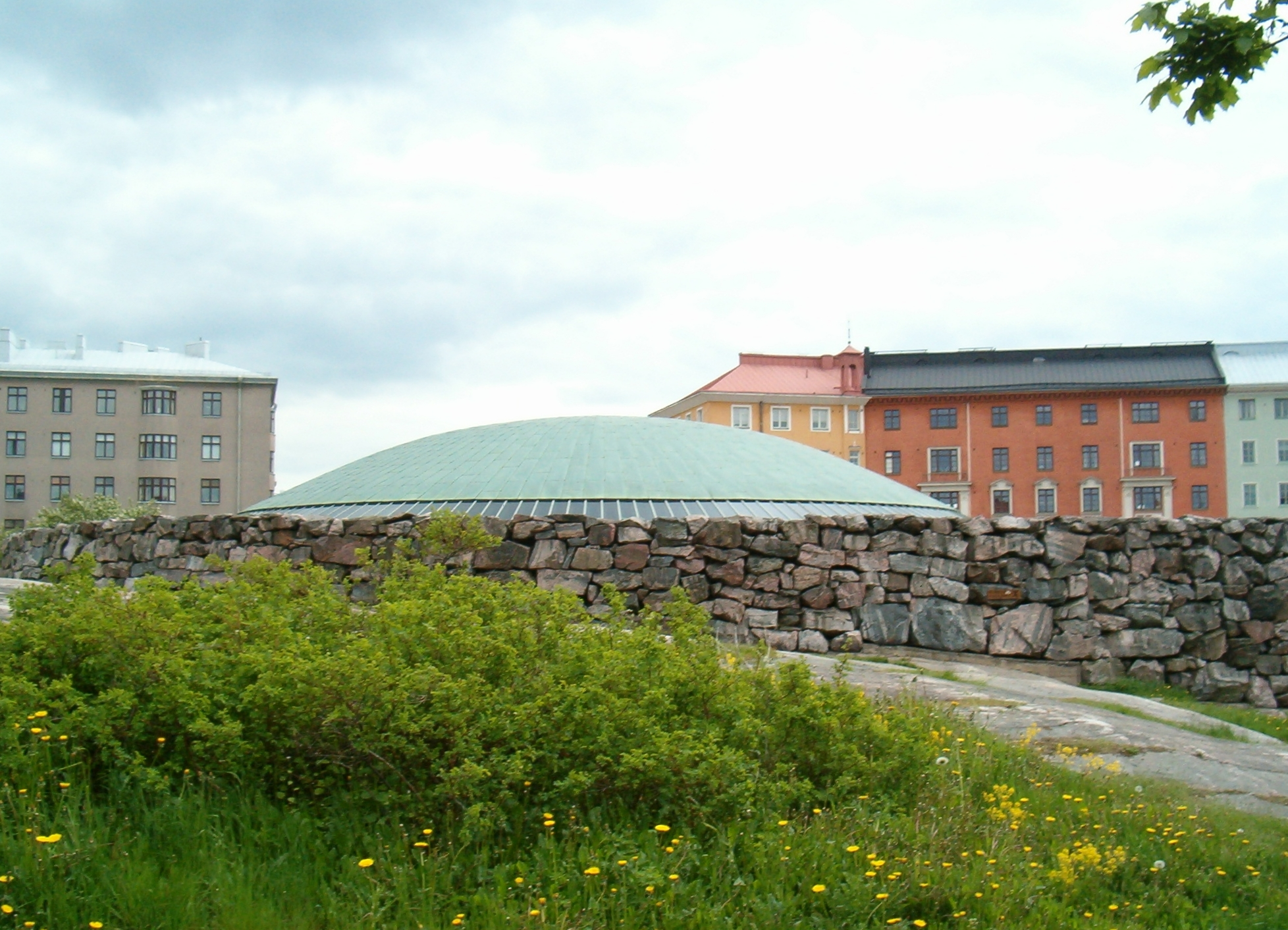
Cúpula de la iglesia.
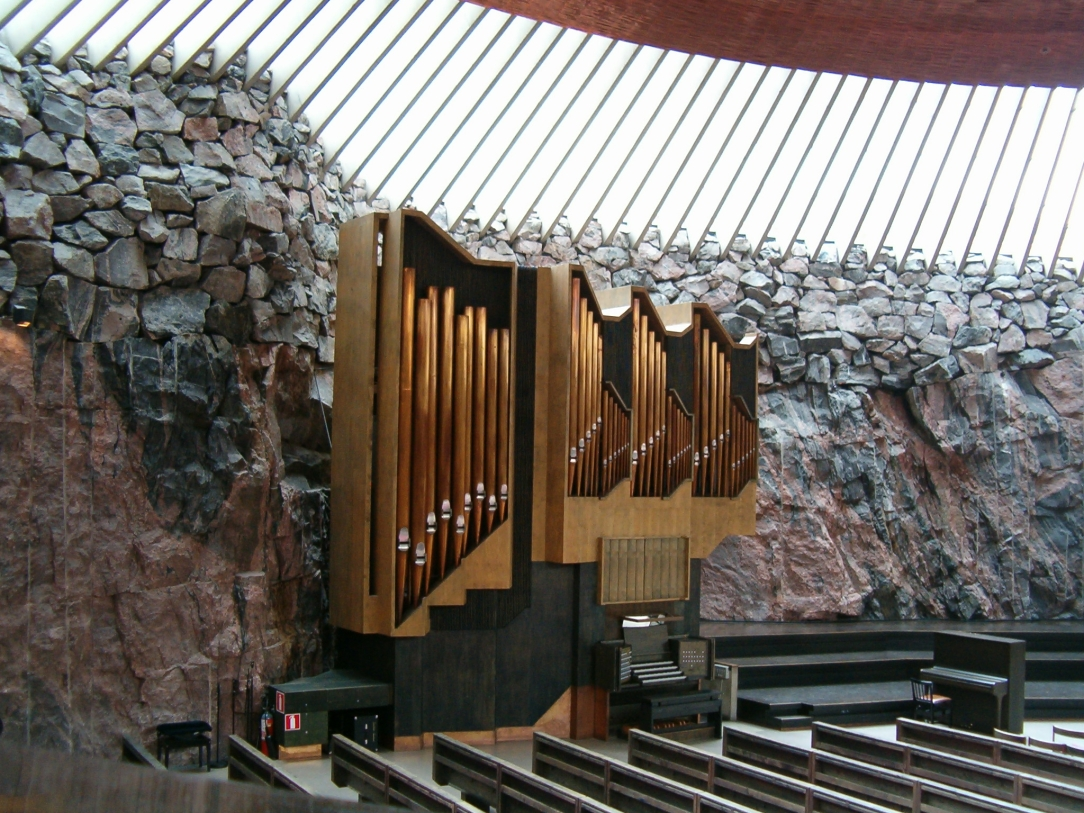
Órgano de la iglesia.
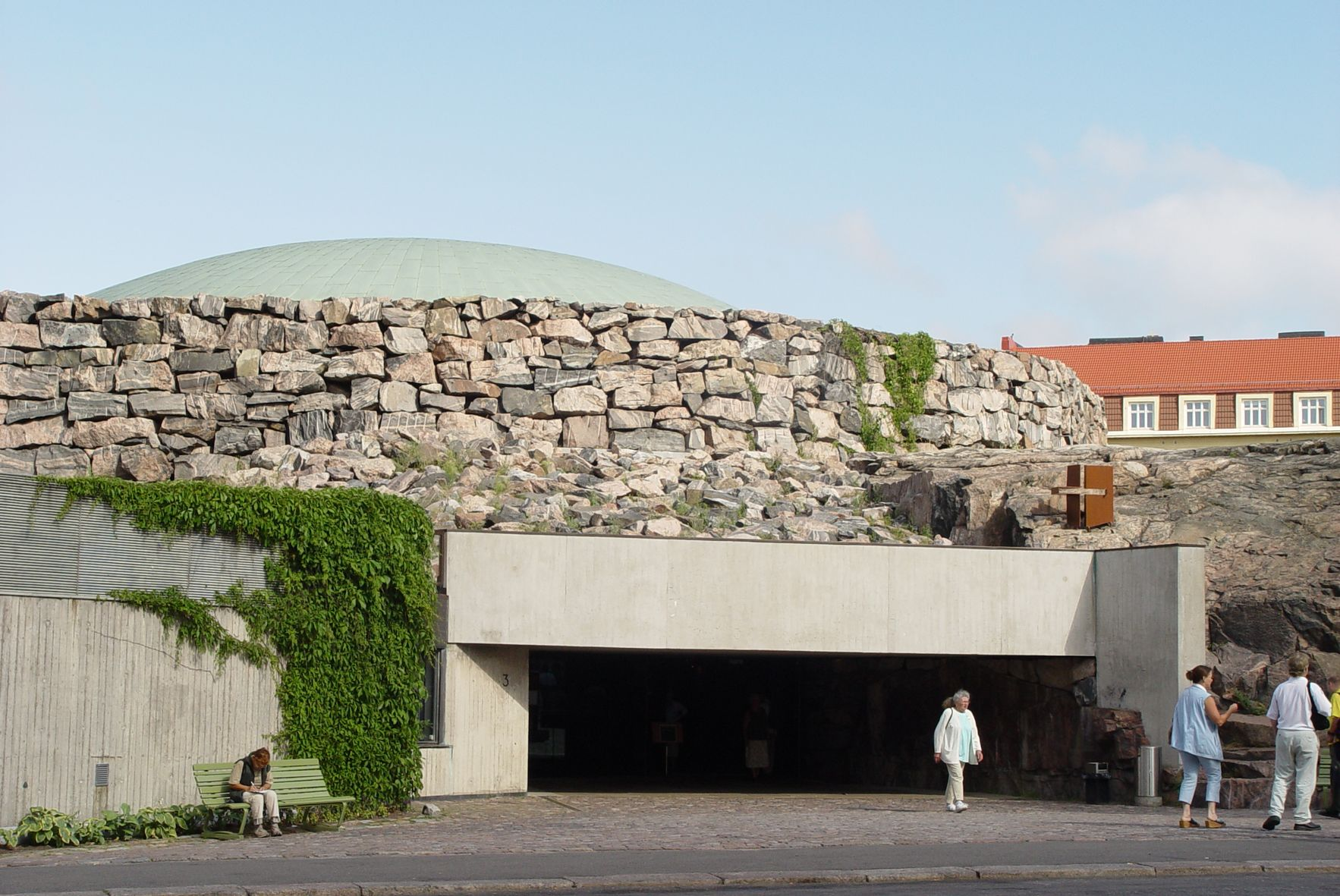
Entrada a la iglesia.